# Parc national de la Langue de Barbarie
Le parc national de la Langue de Barbarie (PNLB) est l'un des six parcs nationaux du Sénégal.
Il est situé à une vingtaine de kilomètres au sud de Saint-Louis du Sénégal vers l'embouchure du fleuve Sénégal.

## Géographie
C'est une réserve ornithologique de 2 000 hectares qui s’étire sur 15 km de long avec une largeur de près d'1 km entre le fleuve Sénégal et la mer.
La partie exposée à la mer est constituée de dunes fixées par des filaos. Une plage est un site de ponte pour tortues marines. Une mangrove relictuelle d'Avicennia existe par endroits.

## Faune et flore
Diverses espèces d'oiseaux :
- populations nicheuses d’oiseaux coloniaux
- nombreux oiseaux aquatiques : flamants roses, pélicans, cormorans, hérons
- espèces des genres Sterna, Larus, Egretta
- espèces hivernantes : Pélican, Héron cendré, Larus
- tortues marines

Concernant la flore :

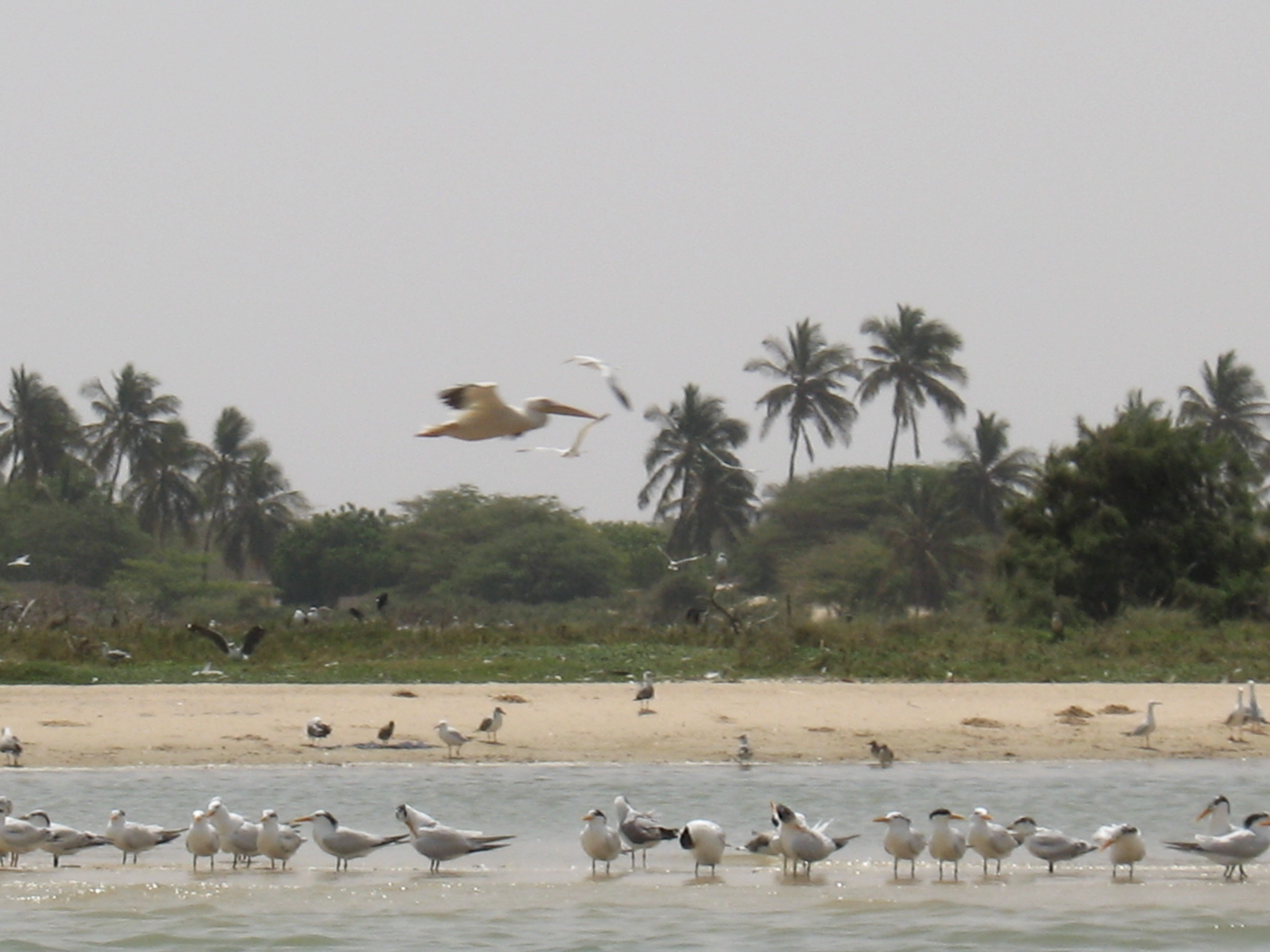
Un paradis pour les oiseaux

- sur la terre ferme : Prosopis juliflora.
- sur les sols halomorphes : Ipomea, Sesuvium.

## Brèche de 2003 et catastrophe environnementale

Animation de la brèche de la Langue de Barbarie

Une brèche de 4 mètres a été ouverte dans la péninsule, près de la ville de Saint-Louis, le 3 octobre 2003, afin de lutter contre les inondations possibles du fleuve Sénégal. Cependant, la brèche s'est rapidement étendue à 800 m et a séparé de façon permanente l'extrémité sud de la péninsule du littoral, la transformant ainsi en une île. En décembre 2013, la mer avait recouvert plus de 3 km de terres et provoqué la perte de villages et de stations touristiques, ainsi que des modifications de la flore et de la faune de la péninsule.

## Galerie

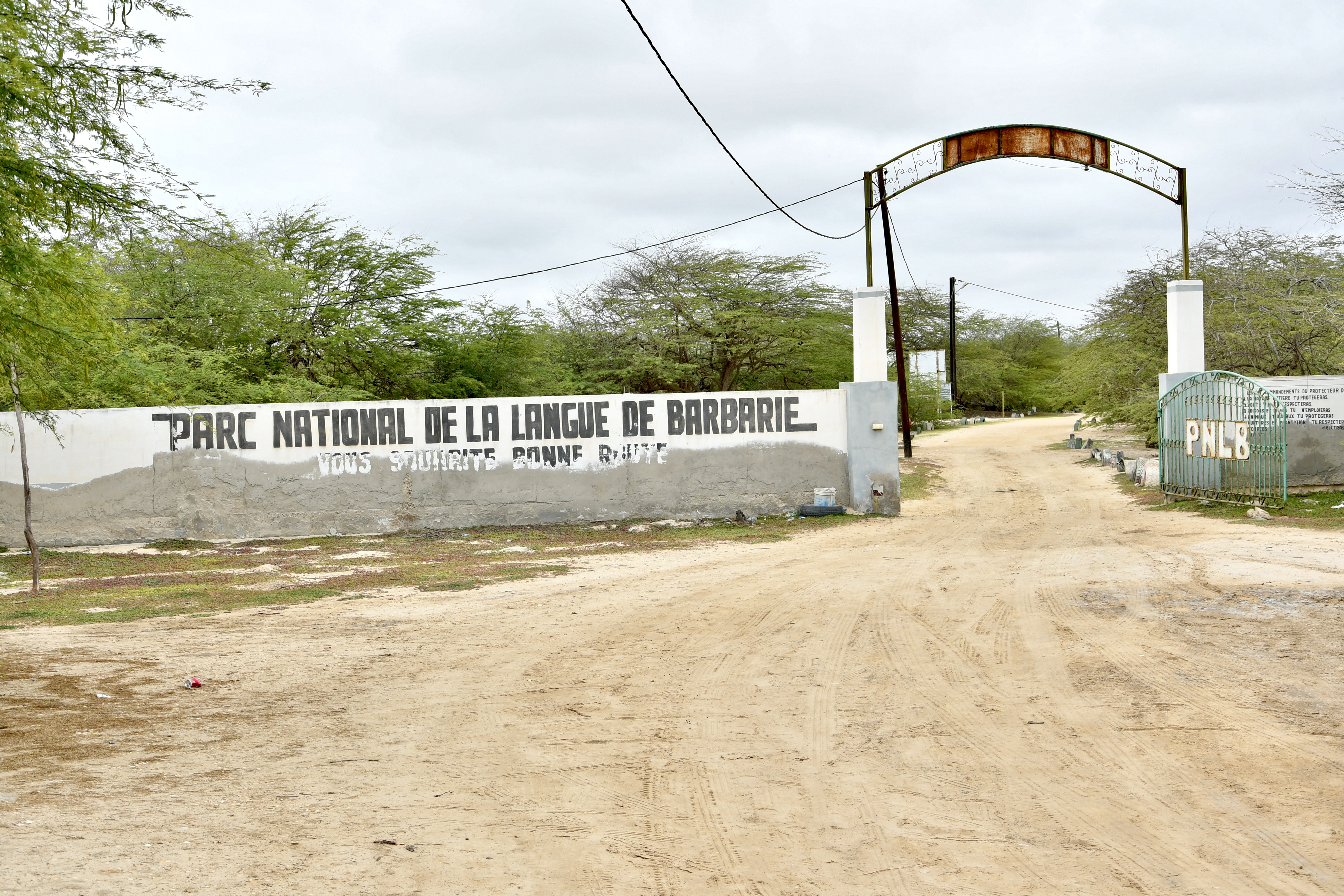
Entrée du parc
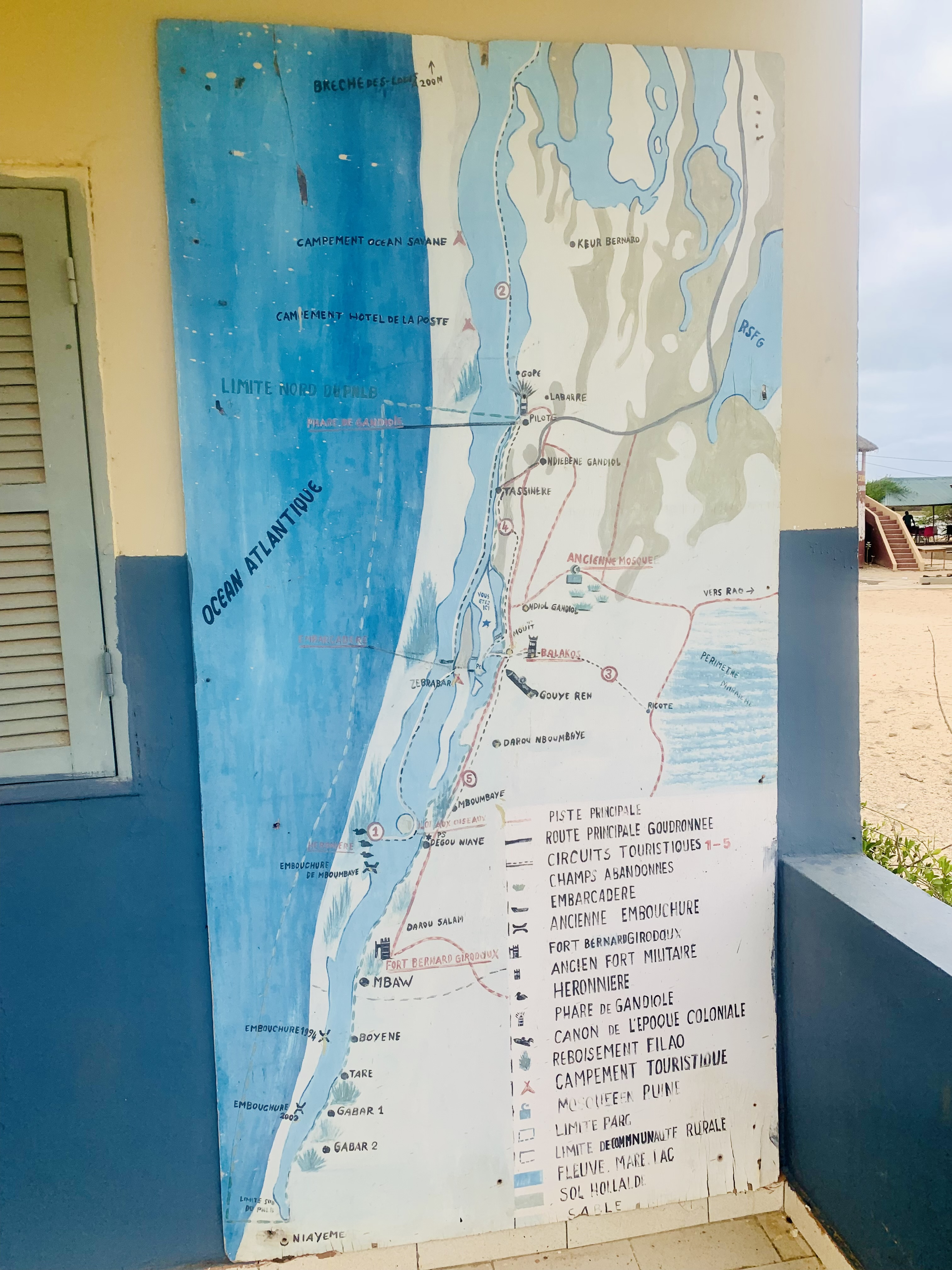
Plan détaillé du site
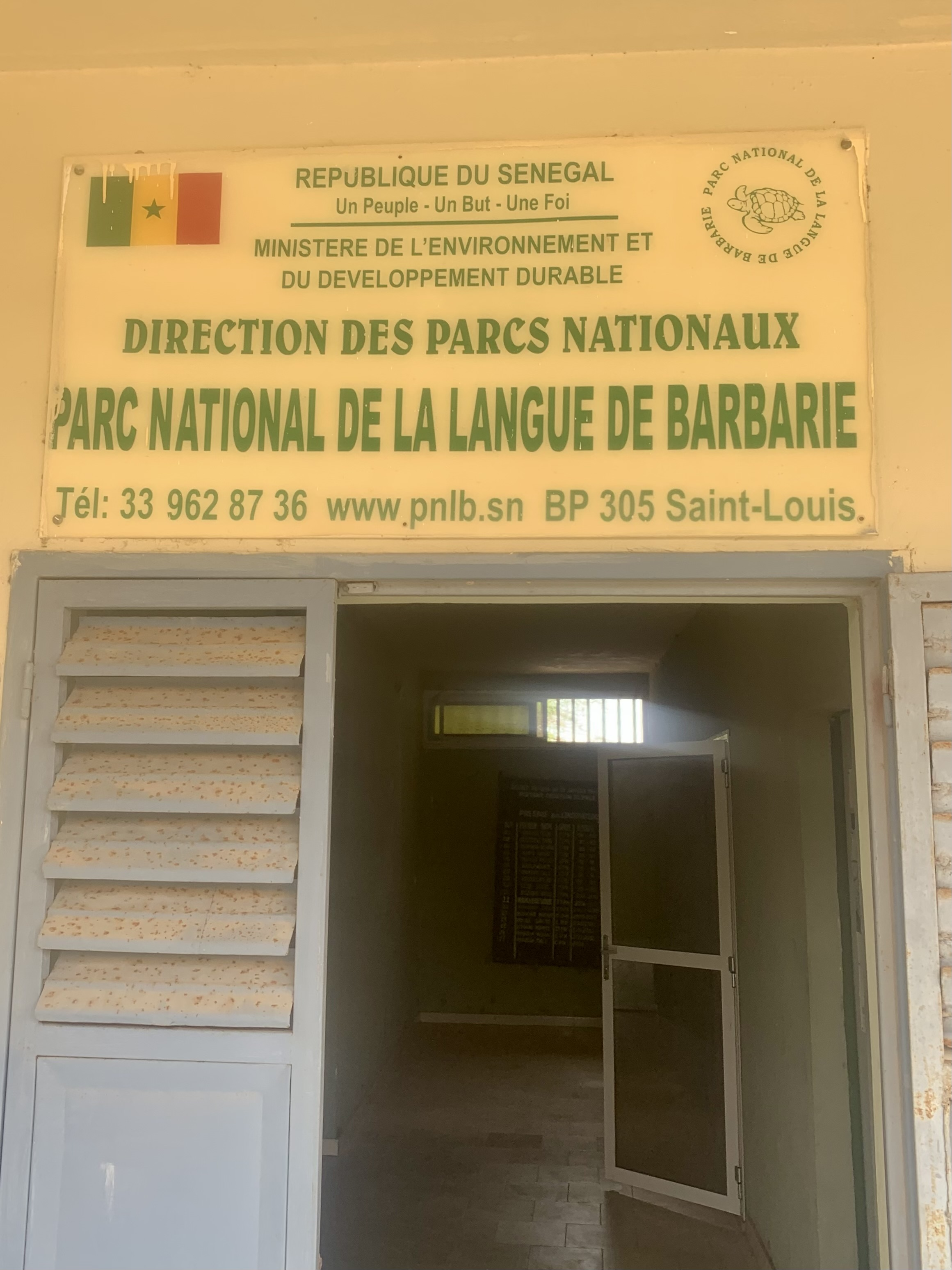
Porte d’entrée
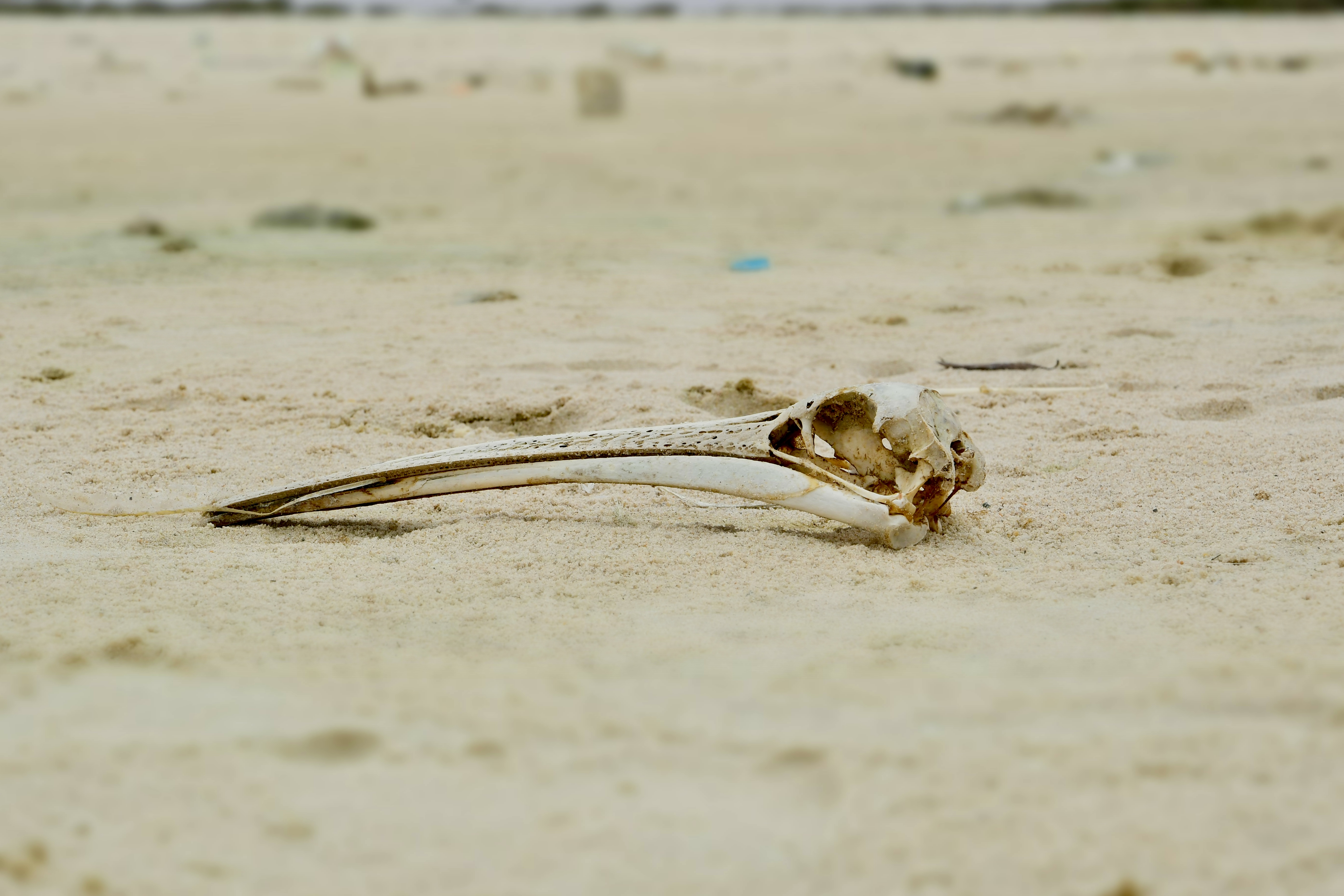
Crâne et Bec d’un Pélican mort sur l’île du parc de la Langue de Barbarie
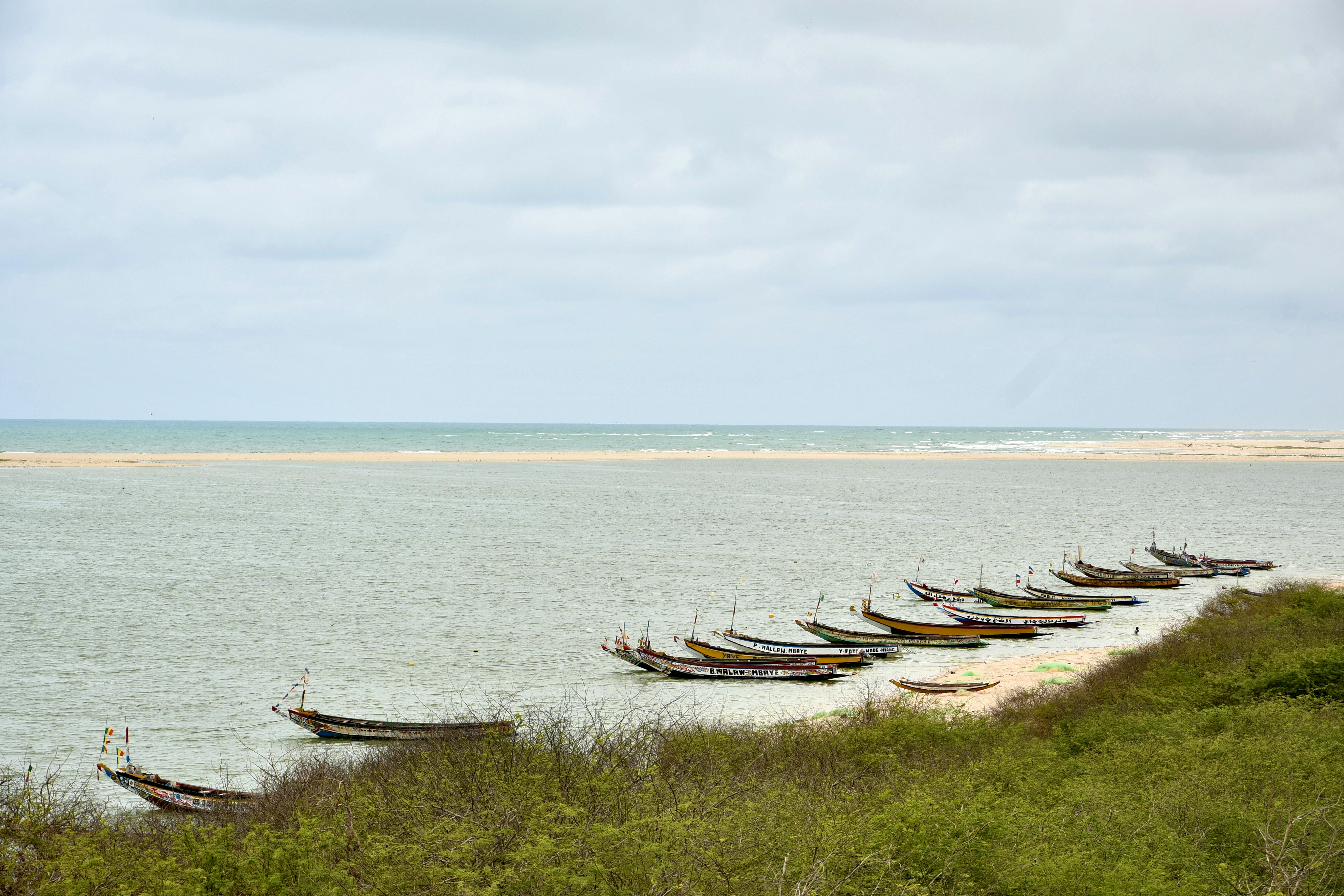
Parc de la Langue de Barbarie, vue sur le fleuve Sénégal et l’océan atlantique By amethives
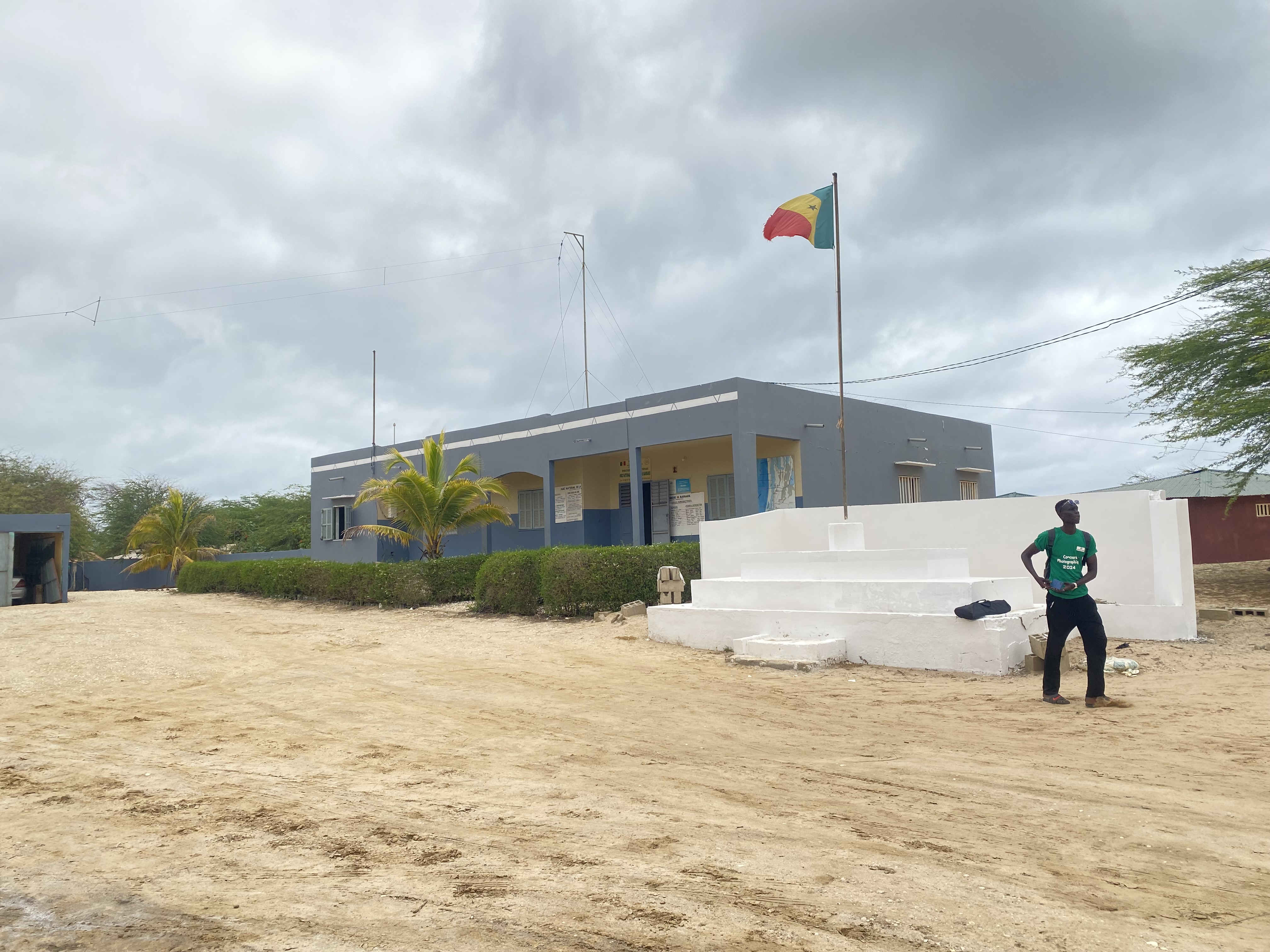
Direction du parc
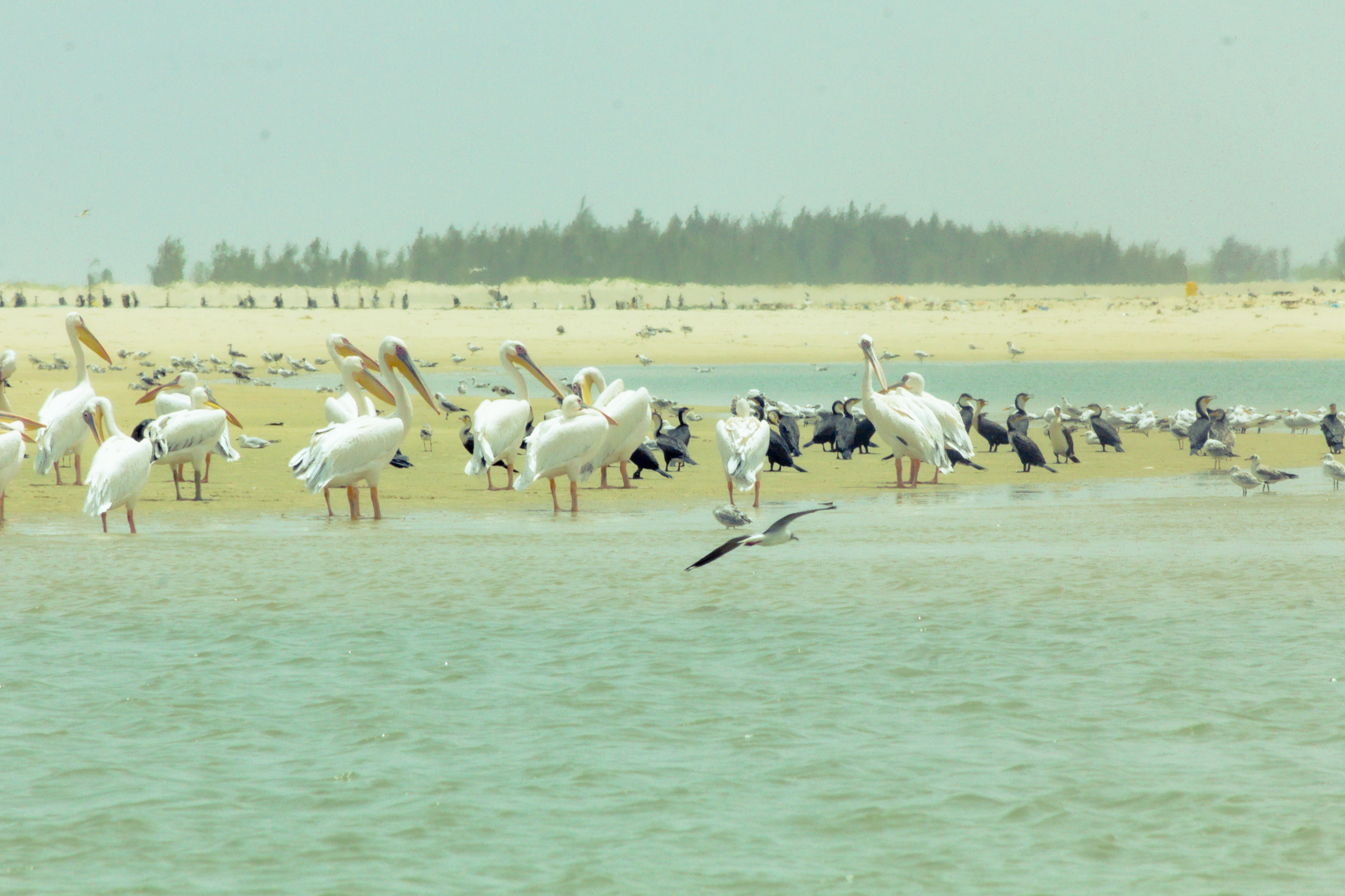
oiseaux (ile des oiseaux) du Parc
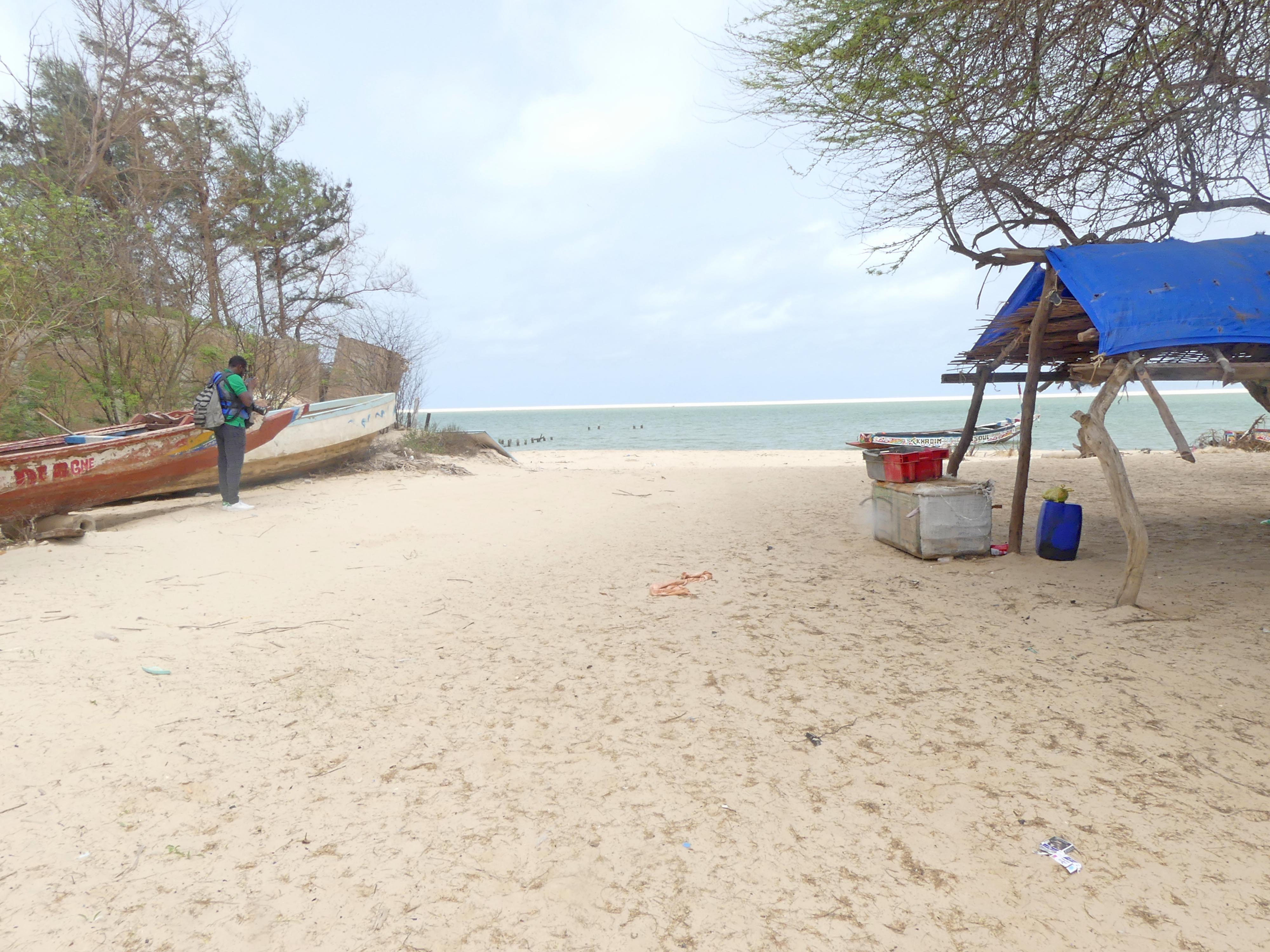
Plage du parc (PNLB)
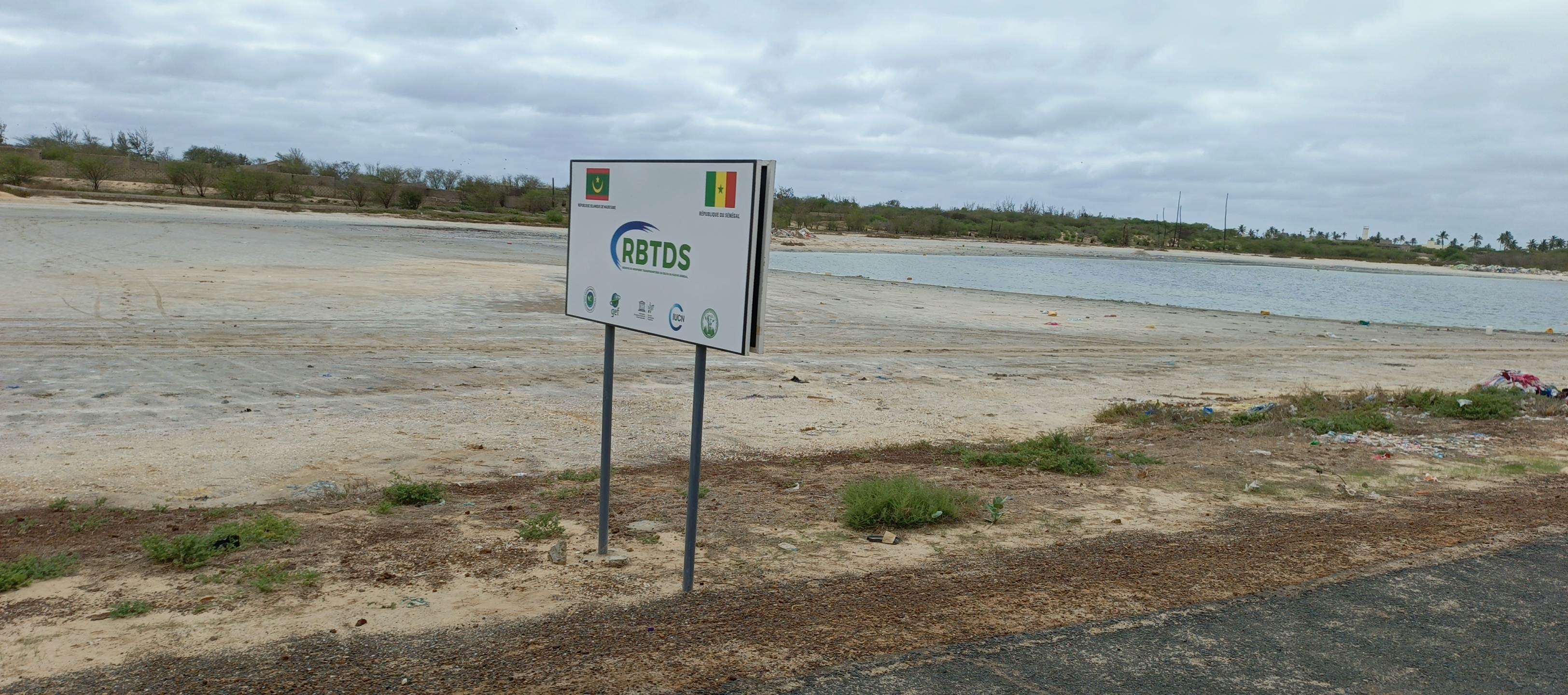
Gandiole
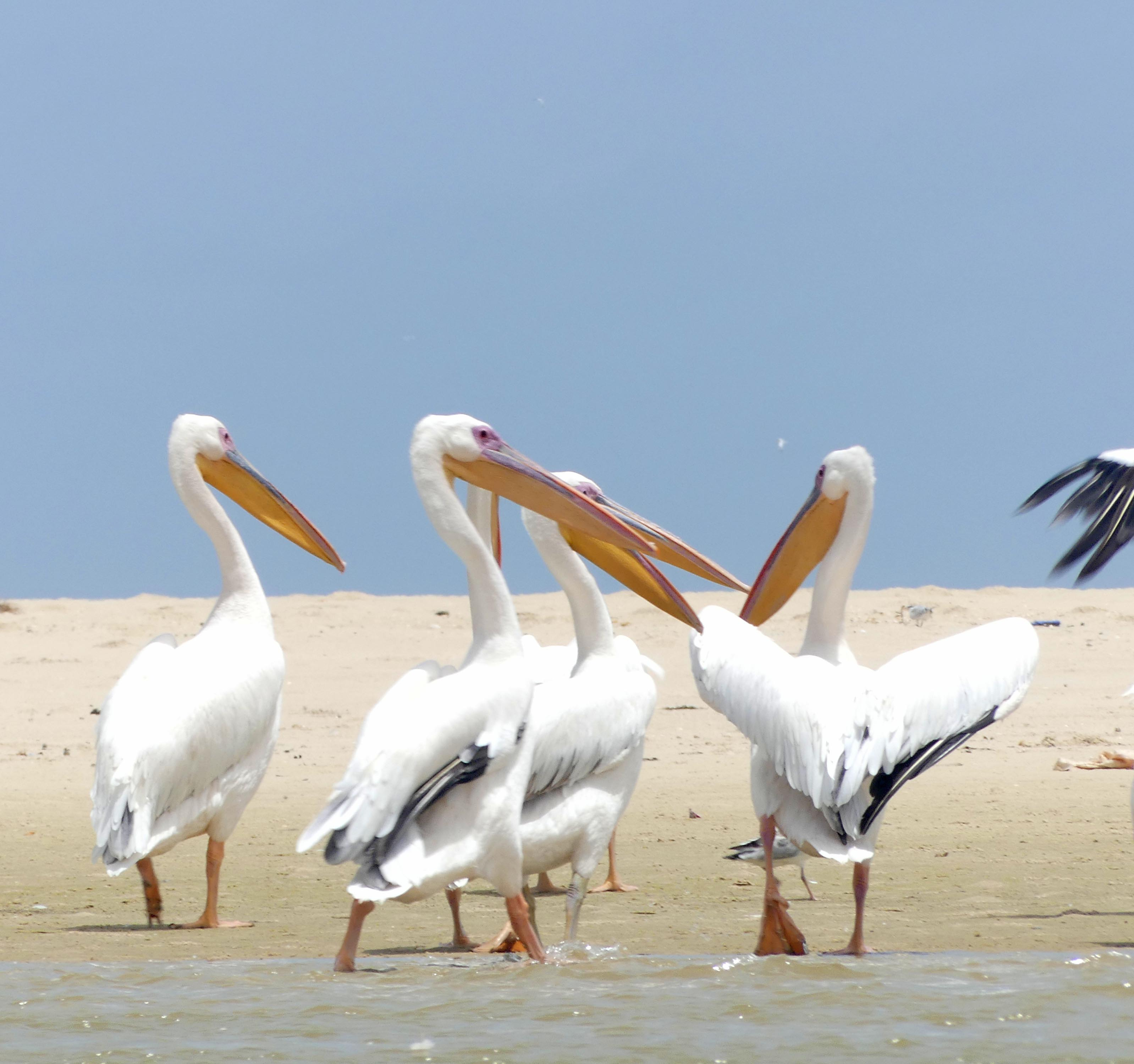
Pelicans du Parc National de la Langue de Barbarie
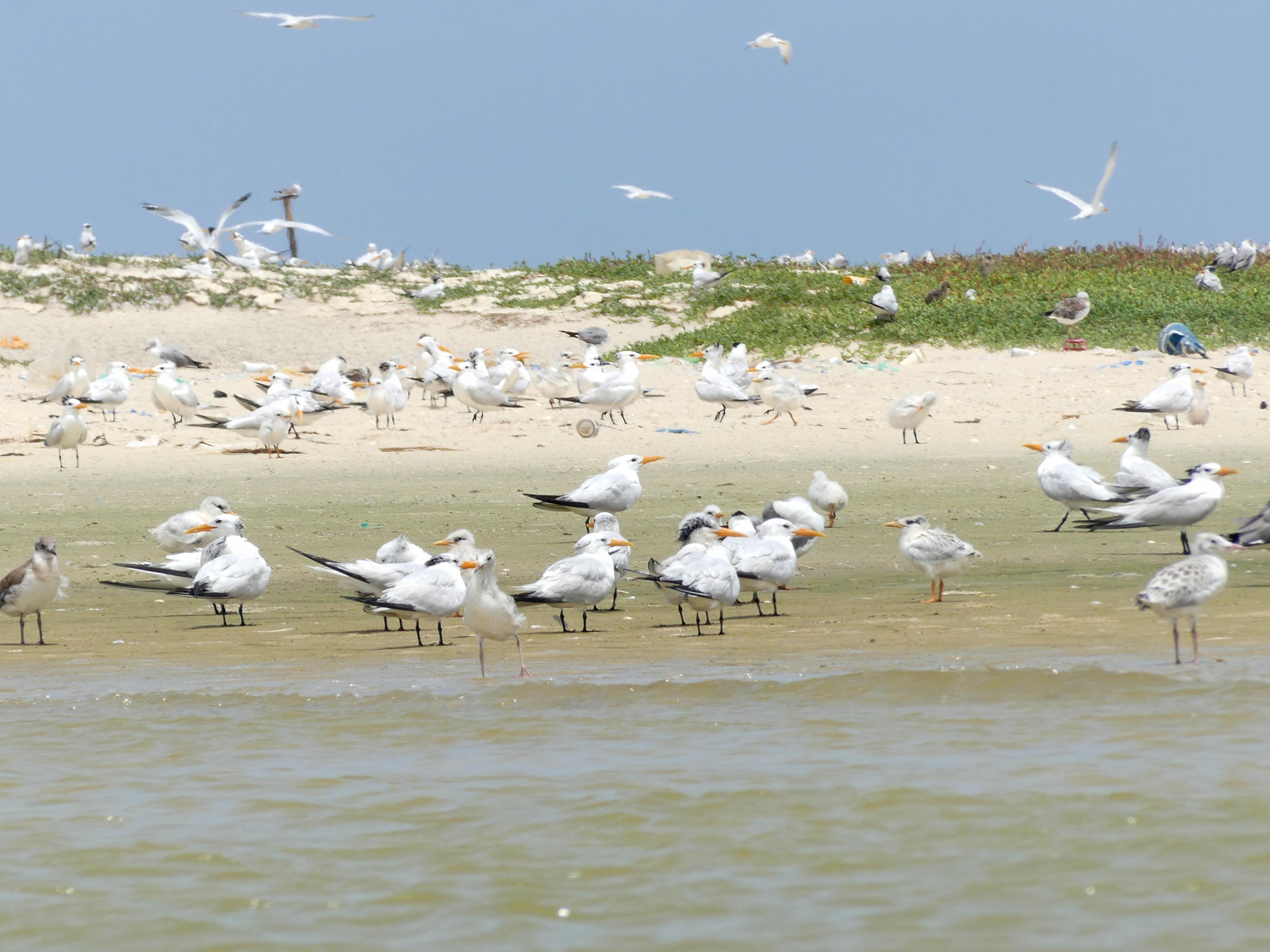
quelques espèces d'oiseaux présentent dans le Parc
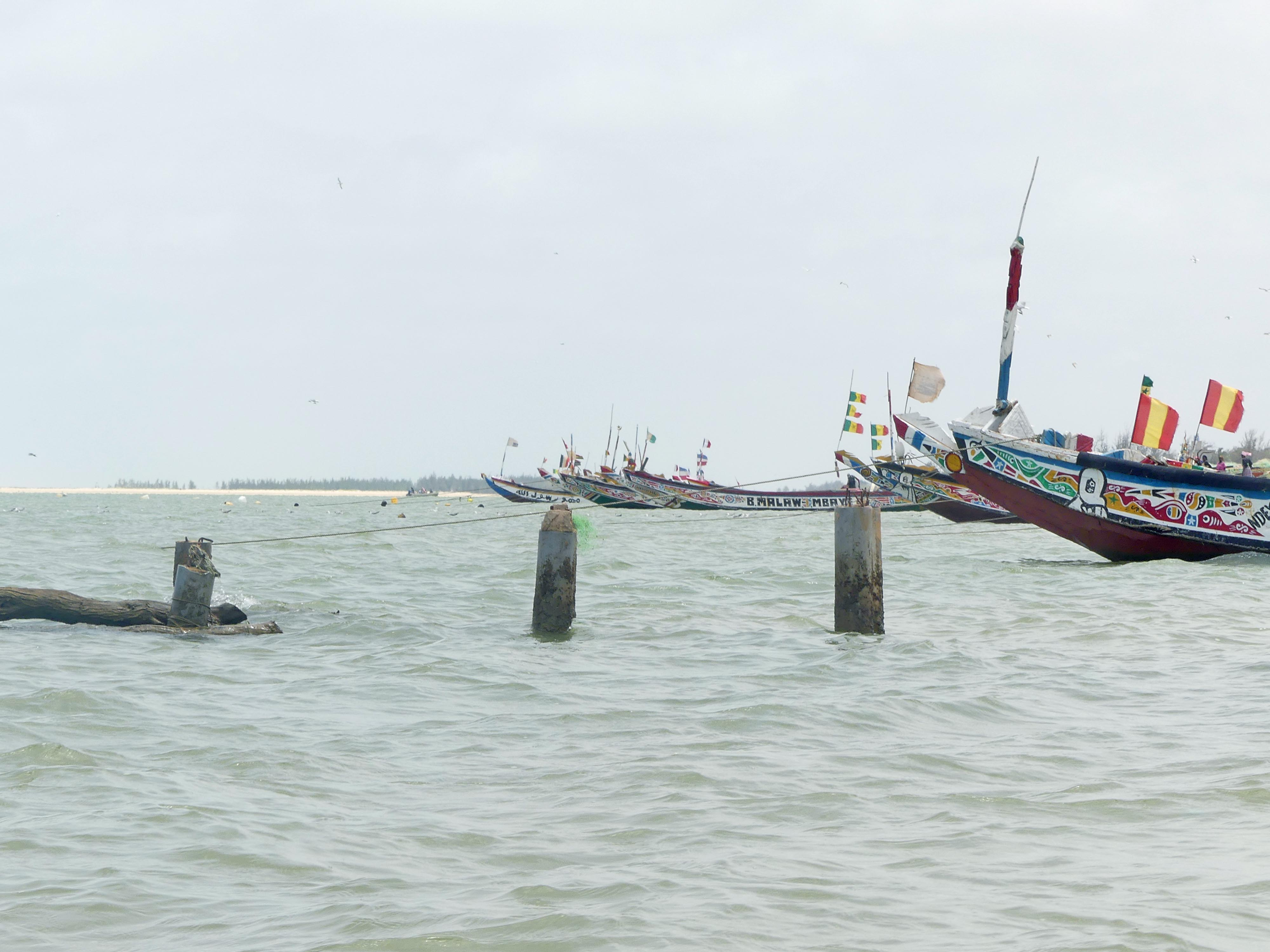
Langue de barbarie
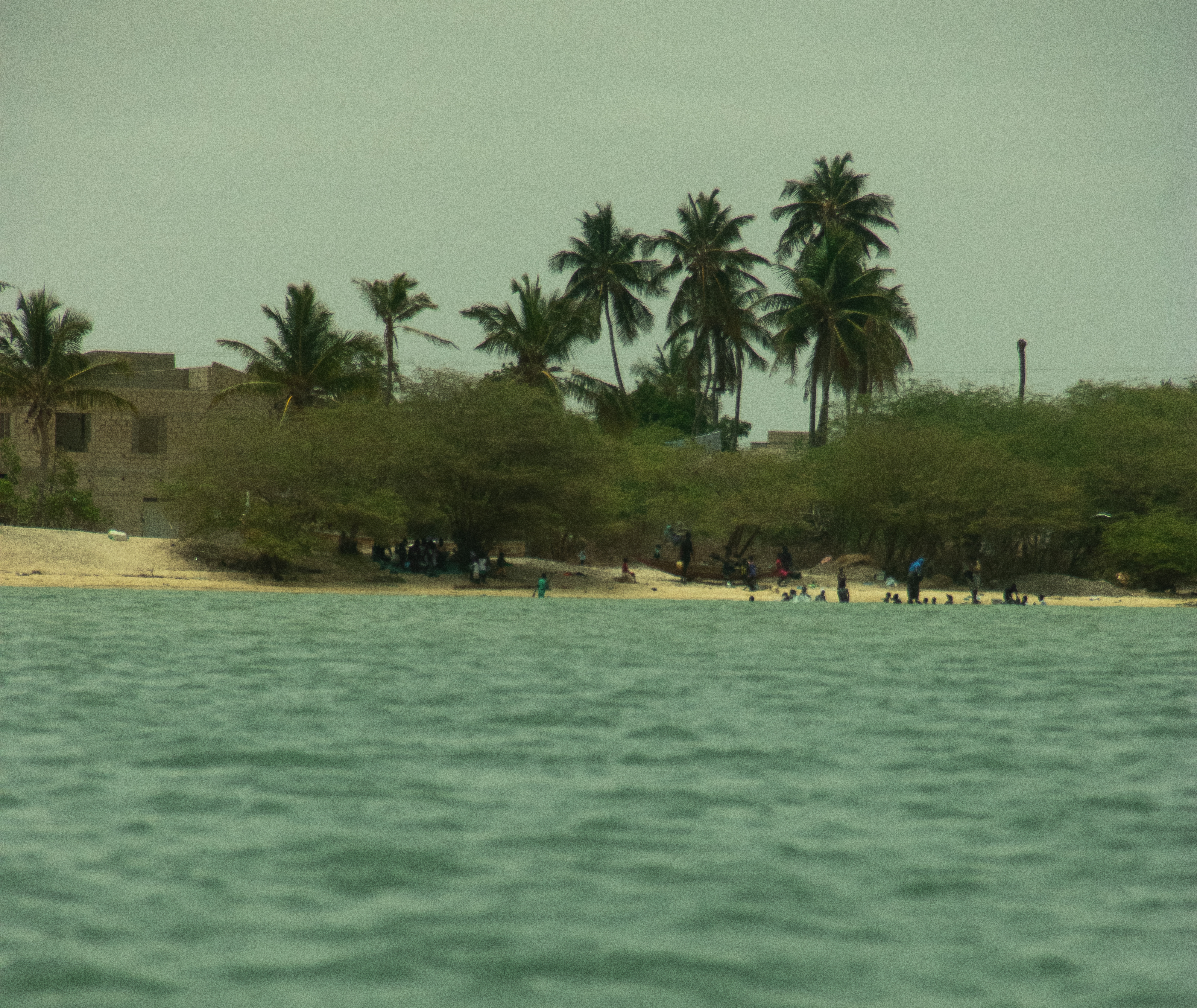
Fleuve de Gandiol

### Bibliographie

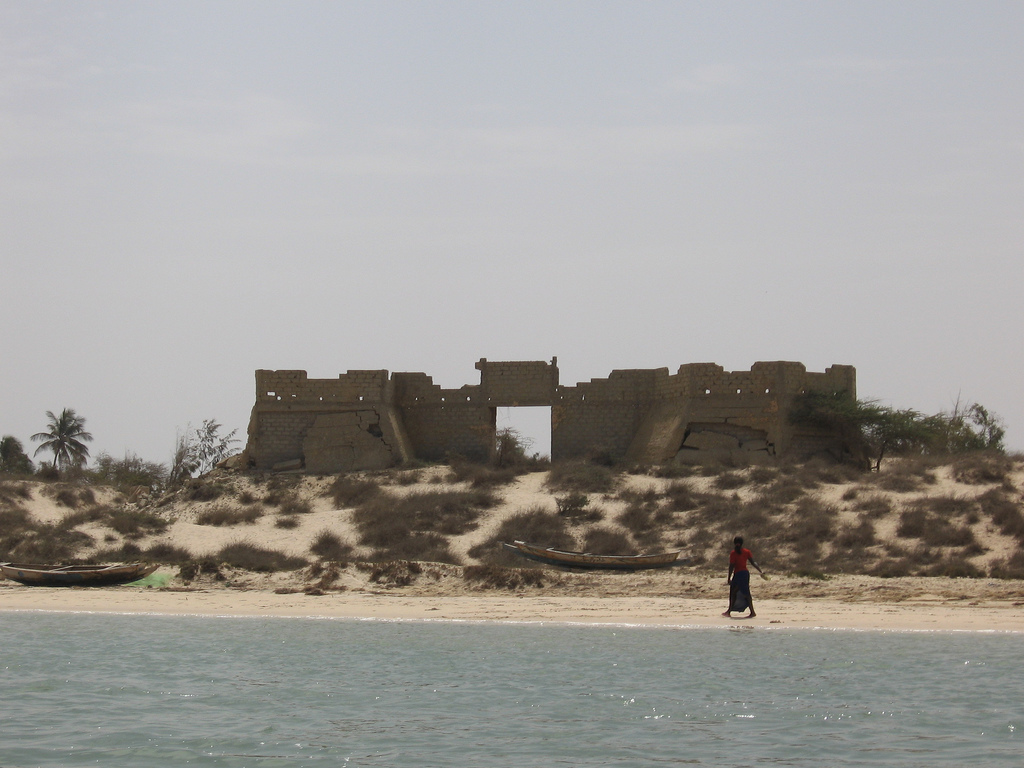
Vestiges dans le parc.